# Olena Zelenska
Olena Volodymyrivna Zelenska (Oekraïens: Олена Володимирівна Зеленська), geboren als Olena Volodymyrivna Kyjasjko (Oekraïens: Олена Володимирівна Кияшко) (Kryvy Rih, 6 februari 1978) is een Oekraïens scenarioschrijfster en de echtgenote van Volodymyr Zelensky, de zesde en huidige president van Oekraïne.

## Levensloop
Zelenska werd geboren als Olena Volodymyrivna Kyjasjko in Kryvy Rih. Ze studeerde architectuur aan de Faculteit Civiele Techniek & Geowetenschappen aan de 'Nationale Universiteit van Kryvy Rih'. In 1995 ontmoette ze als 17-jarige studente Volodymyr Zelensky; ze trouwden ruim acht jaar later, op 6 september 2003 en de twee vestigden zich vervolgens in Kiev. Het paar heeft twee kinderen: dochter Oleksandra en zoon Kyrylo.
Op 20 mei 2019 werd ze de first lady van Oekraïne. Als first lady heeft ze zich (onder andere) ingezet voor een beter voedingsbeleid op Oekraïense scholen en heeft ze verschillende initiatieven genomen om de positie van de Oekraïense taal (op internationaal niveau) te verbeteren. In december 2019 was Zelenska volgens het Russischtalige tijdschrift Focus een van de honderd invloedrijkste Oekraïners.